# Kendall Holt
Kendall Holt est un boxeur américain né le 4 juin 1981 à Paterson (New Jersey).

## Carrière
Champion d'Amérique du Nord NABO des super-légers en 2006, il affronte le 1er septembre 2007 Ricardo Torres, champion du monde WBO de la catégorie, mais s'incline par arrêt de l'arbitre à la 11e reprise.
Une revanche lui est accordée le 5 juillet 2008 et cette fois Holt s'impose en mettant Torres KO dès le 1er round. Il confirme cette victoire en conservant sa ceinture face à Demetrius Hopkins, invaincu jusque-là en 29 combats professionnels, le 13 décembre 2008 (victoire aux points par décision partagée des juges).
Le 4 avril 2009, il perd au Centre Bell de Montréal le combat de réunification l'opposant à son compatriote Timothy Bradley (défaite aux points malgré deux knocks down subis par Bradley aux 1er et 12e rounds),. Holt perd également face à Lamont Peterson par arrêt de l'arbitre au 8e round lors d'un nouveau championnat du monde IBF des super-légers le 22 février 2013.